# 라디에이터
라디에이터(영어: radiator)는 냉각과 방열의 목적으로 한 매개체에서 다른 매개체로 열 에너지를 전달하는 데 쓰이는 열교환기이다. 대부분의 라디에이터는 자동차, 건물, 전자기기에 설치되어 있다. 라디에이터는 주변 환경을 따뜻하게 한다는 뜻에서 방열기, 난방기 등으로 불리기도 하지만 자동차, 비행기 등의 기관의 냉각기의 의미로도 쓰인다.
건물 난방을 위한 라디에이터의 일종인 로마의 하이포코스트는 기원후 15년에 기술되었다. 가열식 라디에이터는 폴란드 태생의 러시아의 사업가 프란츠 산 갈리(Франц Сан Галли)가 1855년부터 1857년 사이 상트페테르부르크에서 생활하면서 발명하였다.

## 참조
1. ↑  “Family Sangalli / San Galli”. Gruner-fam.de. 2011년 9월 20일에 확인함.
2. ↑  The hot boxes of San Galli 보관됨 2010-02-07 - 웨이백 머신 (러시아어)

## 같이 보기
- 히트 싱크
- 바닥밑 난방(en:Underfloor heating)
- 대류 난방기(en:Convection heater)
- 보일러
- 코타츠
- 이로리
- 난로
  - 벽난로
  - 석유난로
  - 전기난로
- 온돌
- 강
- 화로
- 하이포코스트
- 전기장판
- 중앙 난방

## 사진첩

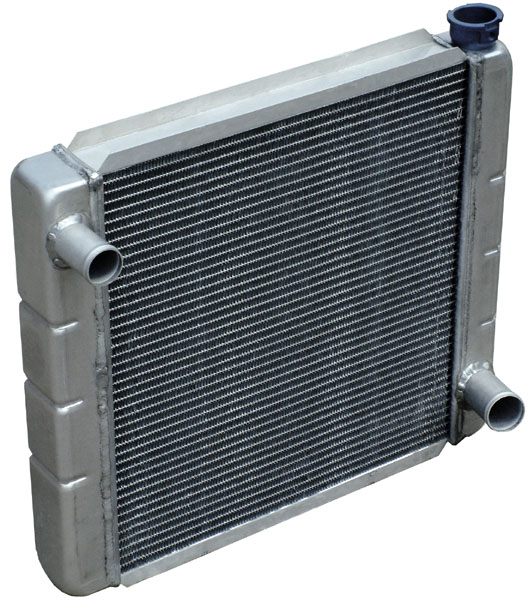
자동차 냉각에 쓰이는 일반적인 형태의 라디에이터
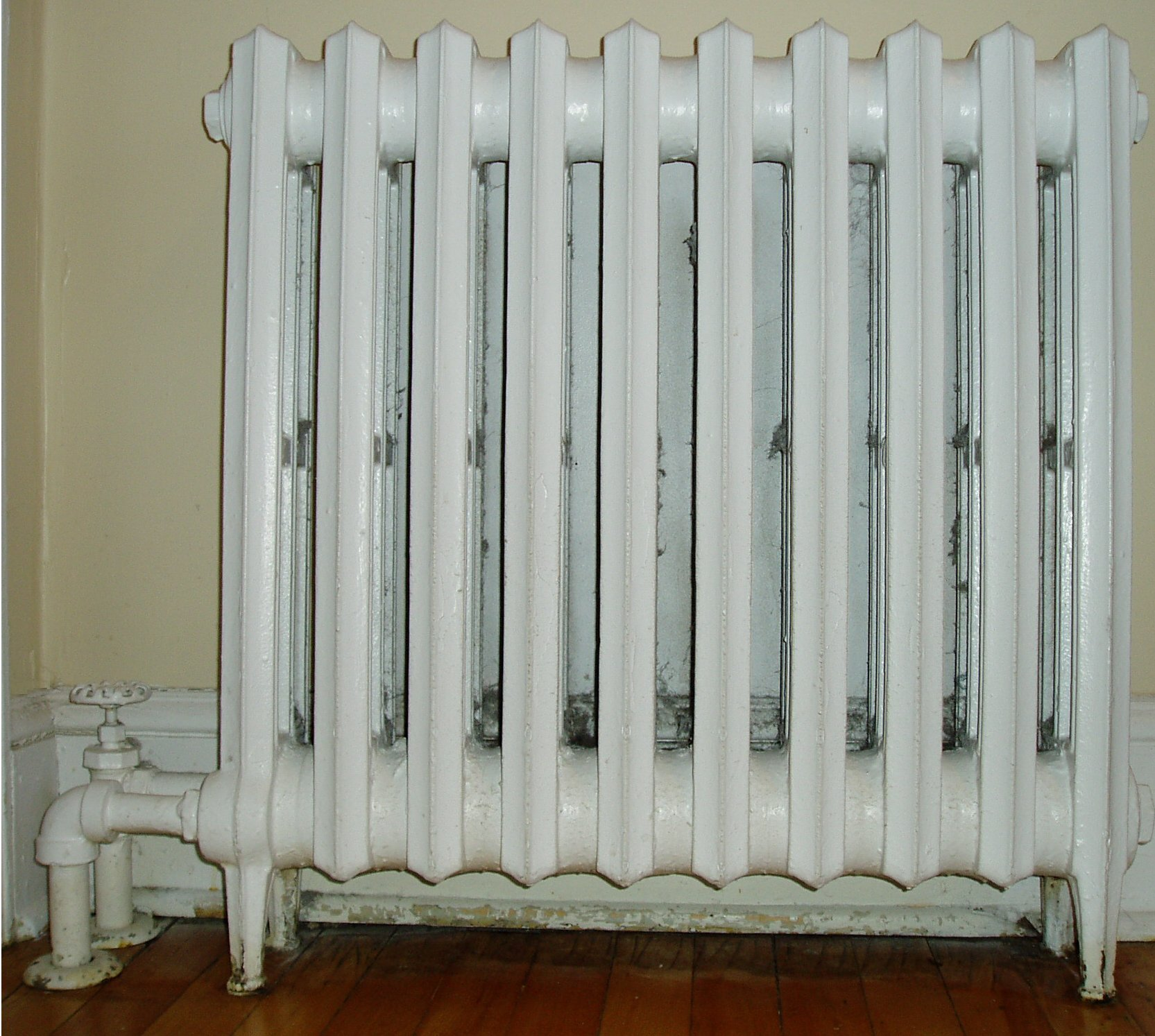
무쇠 재질의 가정용 라디에이터